# Movimentos separatistas no Brasil
Os movimentos separatistas no Brasil são mobilizações que pregam o independentismo de certos territórios brasileiros, geralmente baseados no conceito de autodeterminação dos povos. Suas motivações podem ser religiosas, políticas, culturais ou econômicas. Estes movimentos têm sido constantes na história do Brasil, surgindo pela primeira vez com a aclamação de Amador Bueno como rei de uma província de São Paulo independente, e tendo o seu auge durante o Brasil Império, porém esteve ativo (ainda que com menor visibilidade) até os dias atuais. Dentre os movimentos, o único que obteve sucesso em sua secessão foi a Província Cisplatina após a Guerra da Cisplatina, sendo posteriormente renomeada de República Oriental do Uruguai (muito mais por fatores externos, já que a pequena Cisplatina não poderia manter sua soberania diante do Brasil do mesmo modo que o Rio Grande do Sul não conseguiu).
Segundo o primeiro artigo da atual Constituição brasileira de 1988, a República Federativa do Brasil é "formada pela união indissolúvel dos Estados e Municípios e do Distrito Federal", o que torna inconstitucional qualquer movimento que tenha como objetivo (direto ou indireto) a dissolução do estado brasileiro. No entanto, a própria legislação brasileira garante a liberdade de cada cidadão de manifestar ideologicamente o seu pensamento, desde que para tanto utilize-se de "normas infraconstitucionais" (não usar armas de fogo, não atentar contra a vida pública, não incitar violência).
Além disso, o Direito Internacional institui o direito de autodeterminação dos povos, que distingue-se do conceito de integridade territorial invocado pelo Estado, e o direito de um povo de reivindicar sua emancipação de uma maioria, ratificado pelo Brasil. Um plebiscito de caráter extraoficial, que visa aferir a opinião dos cidadãos em idade eleitoral sobre o assunto foi realizado nos estados de Santa Catarina, Paraná, Rio Grande do Sul e São Paulo no dia 1º de outubro de 2016.

## Histórico
O fundamento separatista está presente desde os primórdios da colonização, notadamente no estado de Pernambuco, mas também na Bahia, na Paraíba e no Ceará na Região Nordeste; nos estados de São Paulo, Minas Gerais e Rio de Janeiro na Região Sudeste; e nos estados da Região Sul (Rio Grande do Sul, Santa Catarina e Paraná). No Pará na Região Norte ocorreu a Cabanagem, que também teve fundo separatista, liderada por um migrante cearense..

## São Paulo

### Aclamação de Amador Bueno
A aclamação de Amador Bueno como rei de São Paulo no século XVII teria sido a primeira manifestação separatista no Brasil. Com a monarquia dualista da Dinastia Filipina, ou a Unificação das Coroas portuguesas e espanholas, iniciada após as Cortes de Tomar, com a proclamação de Filipe II da Espanha como Rei de Portugal, a população espanhola aumentou exponencialmente nas colônias portuguesas como o Brasil, concentrando-se principalmente em São Paulo. O incidente é primordialmente narrado por Pedro Taques de Almeida Paes Leme, mas há dúvidas da extensão e historicidade desse movimento.

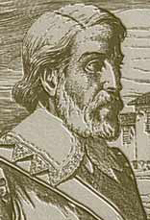
Amador Bueno.

Durante a dominação espanhola os moradores do estado passaram a ter grande fonte de riquezas no comércio entre São Paulo e Buenos Aires e com a guerra de Restauração da Coroa Portuguesa temiam que Portugal impedisse as relações até então proveitosas entre as duas províncias. Os paulistas não queriam ser súditos de D. João IV, que reputavam como vassalo rebelde do seu verdadeiro soberano espanhol. Resolveram então provocar a secessão da região paulista do território brasileiro, esperando fazer desta uma nova nação soberana ou anexá-la às colônias espanholas limítrofes.
Segundo Afonso E. Taunay, «Quando D. João IV de Bragança assumiu o trono de Portugal em 1640, no ano seguinte Amador Bueno da Ribeira foi aclamado rei em São Paulo pelo poderoso partido de influentes e ricos castelhanos, liderados pelos irmãos Rendon de Quevedo, Juan e Francisco Rendón de Quevedo y Luna naturais de Coria, partido ao qual ainda pertenciam D. Francisco de Lemos, da cidade de Orens; D. Gabriel Ponce de León, de Guaira; D. Bartolomeu de Torales, de Vila Rica do Paraguai, D. André de Zunega e seu irmão D. Bartolomeu de Contreras y Torales, D. João de Espíndola e Gusmão, da província do Paraguai, e outros que subscreveram o termo de aclamação, a 1 de abril de 1641.

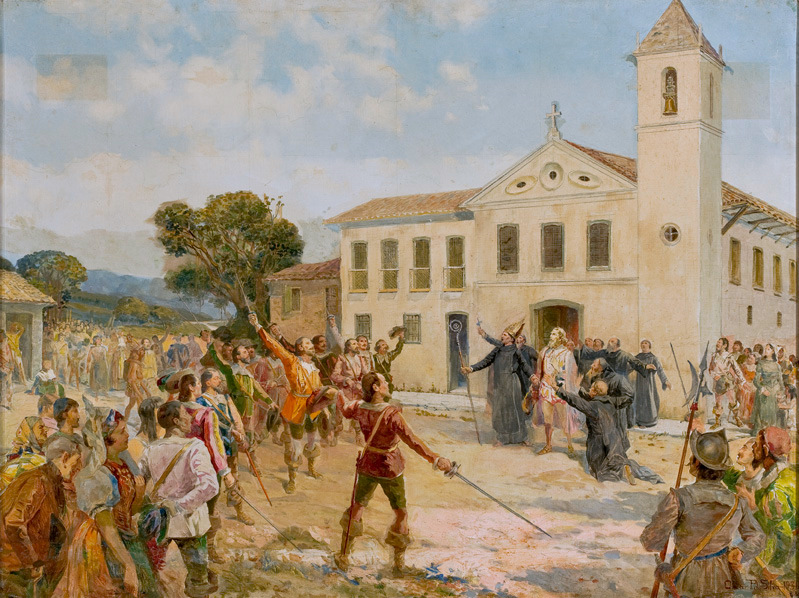
Amador Bueno não aceitando a coroa, foi perseguido pelos paulistas e se refugiou no mosteiro de São Bento, em São Paulo. Óleo de Oscar Pereira da Silva.

Amador Bueno foi aclamado Rei Paulista por ser filho de espanhol e homem do maior prol em sua república pela inteligência, a fortuna, o passado de bandeirante, o casamento e os cargos ocupados.
Porém com o soberano da Casa de Bragança restituindo a independência da Coroa Portuguesa, Portugal se arma, se fortifica e se defende contra a Espanha. O então Rei de São Paulo refletiu sobre quem armaria, quem defenderia e quem fortificaria o então reino paulista contra os portugueses, e que exército salvaguardaria o rei e um reino de uma fácil incorporação do novo Estado aos domínios da América Portuguesa.
Tendo ele refletido sobre esses contrastes, quando surpreendido pelo vozeio dos espanhois diante de sua casa, aclamando-o rei, desembainhou sua espada e gritou, com força e energia: "Real, real, por D. João IV, rei de Portugal". Em face dessa atitude inesperada, os rebelados ameaçam-no de morte, enquanto as sombras da noite começam a envolver os flancos dos casarios e a estender-se pelas ruas, largos e ladeiras.
Para salvar-lhe a vida em perigo, recorreu a portugueses, seus amigos. Garantiram-lhe a retirada estratégica e acompanharam-no ao mosteiro de São Bento, onde os beneditinos deram-lhe guarida e agasalho. Os mais exaltados queriam arrombar a porta do convento. Os que o haviam aclamado rei, queriam agora tirar-lhe a vida. Surgem então as altas autoridades religiosas à porta do asilo onde se refugiara Amador Bueno para não ser morto e conseguem serenar os turbulentos. E os amotinados voltam, dentro da noite em lua, para suas moradias.
O episódio histórico serviu para demonstrar o descontentamento de colonos paulistas com a dominação portuguesa.

## Pernambuco

Território pernambucano em 1709. No Brasil, Pernambuco é o único caso de divisão territorial como punição pela rebeldia.

### Conspiração dos Suassunas
A Conspiração dos Suassunas foi um projeto de revolta que se registrou em Olinda no alvorecer do século XIX.
Influenciadas pelas ideias do Iluminismo e pela Revolução Francesa, algumas pessoas, entre as quais Manuel Arruda Câmara — membro da Sociedade Literária do Rio de Janeiro —, fundaram em 1796 no município pernambucano de Itambé a primeira loja maçônica do Brasil, Areópago de Itambé, da qual não participavam europeus. As mesmas ideias também eram discutidas por padres e alunos do Seminário de Olinda, fundado pelo bispo Dom José Joaquim da Cunha Azeredo Coutinho em 16 de fevereiro de 1800. Esta instituição teve entre os seus membros o Padre Miguelinho, um dos futuros implicados na Revolução Pernambucana de 1817.

### Revolução Pernambucana
A chamada Revolução Pernambucana, também conhecida como "Revolução dos Padres", eclodiu em 6 de março de 1817 na então Capitania de Pernambuco. Dentre as suas causas, destacam-se a influência das ideias iluministas propagadas pelas sociedades maçônicas, o absolutismo monárquico português e os enormes gastos da Família Real e seu séquito recém-chegados ao Brasil — o Governo de Pernambuco era obrigado a enviar para o Rio de Janeiro grandes somas de dinheiro para custear salários, comidas, roupas e festas da Corte, o que dificultava o enfrentamento de problemas locais (como a seca ocorrida em 1816) e ocasionava o atraso no pagamento dos soldados, gerando grande descontentamento no povo pernambucano e brasileiro. O movimento foi liderado por Domingos José Martins, com o apoio dos religiosos Padre João Ribeiro, Padre Miguelinho, Padre Roma, Vigário Tenório, Frei Caneca e mais Antônio Carlos de Andrada e Silva (irmão de José Bonifácio), José de Barros Lima, Cruz Cabugá, José Luiz de Mendonça e Gervásio Pires, entre outros.

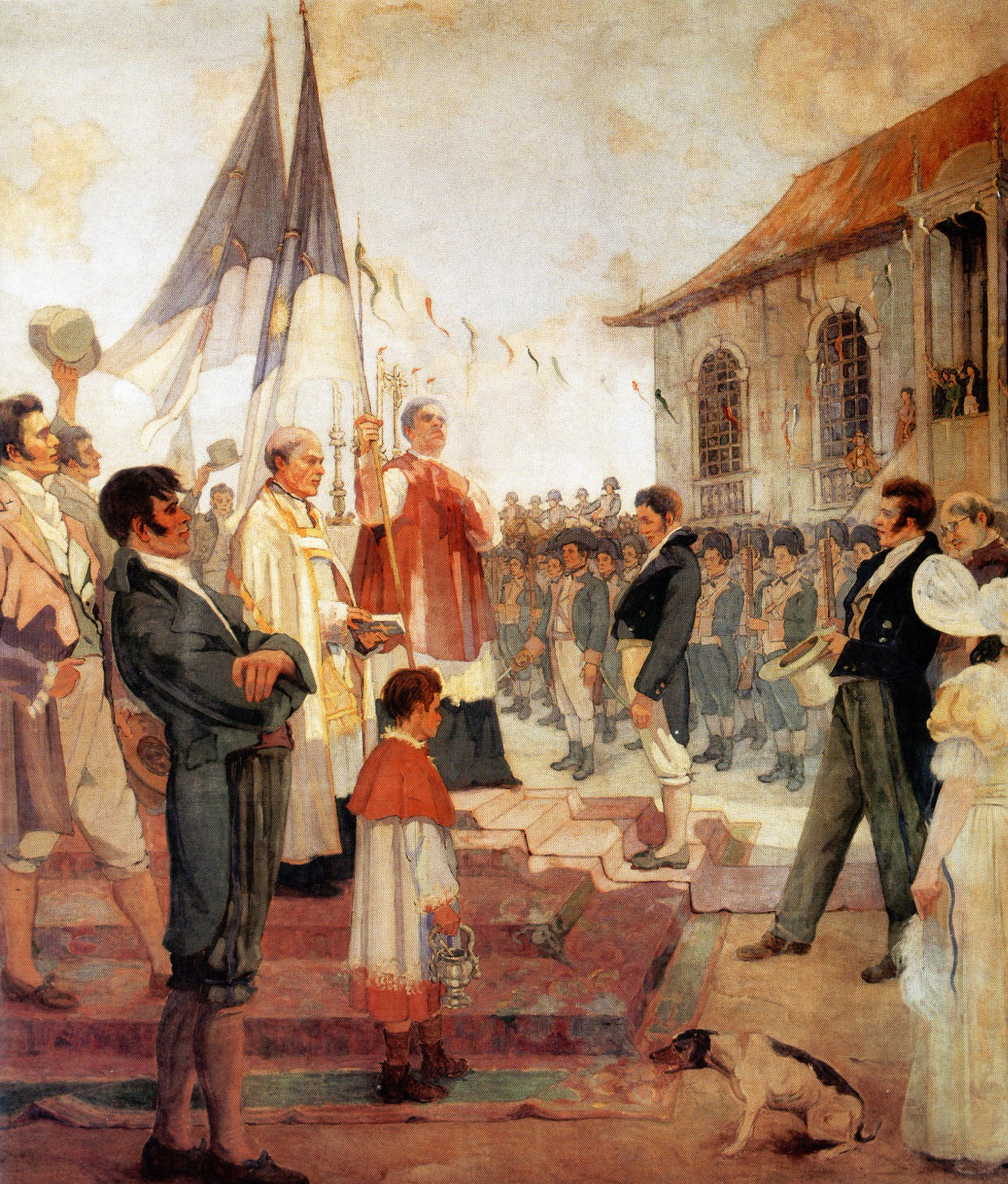
Revolução Pernambucana, único movimento libertário do período de dominação portuguesa que ultrapassou a fase conspiratória.

No começo do século XIX, Pernambuco era a capitania mais rica do Brasil Colônia. Recife e Olinda, as duas maiores urbes pernambucanas, tinham juntas cerca de 40 mil habitantes (o Rio de Janeiro, capital da colônia, possuía 60 mil habitantes). O porto do Recife escoava a produção de açúcar — das centenas de engenhos da Zona da Mata, cujo litoral se estendia da foz do rio São Francisco até a vila de Goiana —, e de algodão. Além de sua importância econômica e política, os pernambucanos tinham participado de diversas lutas libertárias. A primeira e mais importante tinha sido a Insurreição Pernambucana, em 1645. Depois, na Guerra dos Mascates, foi aventada a possibilidade de proclamar a independência de Olinda.
A repressão à Revolução Pernambucana foi sangrenta. Muitos revoltosos foram enforcados e/ou arcabuzados, com seus corpos mutilados depois de mortos. Outros morreram na prisão. O Padre João Ribeiro suicidou-se, mas o seu corpo foi desenterrado, esquartejado e sua cabeça exposta em praça pública. Um episódio que emocionou até os carrascos foi o de Vigário Tenório, que foi enforcado e decepado, teve as suas mãos cortadas e o corpo arrastado pelas ruas do Recife. Também em retaliação, foi desmembrada de Pernambuco, com sanção de João VI de Portugal, a Comarca das Alagoas, cujos proprietários rurais haviam se mantido fiéis à Coroa, e como recompensa, puderam formar uma capitania independente.

### Confederação do Equador
A Confederação do Equador foi um movimento revolucionário, de caráter emancipacionista (ou autonomista) e republicano, que eclodiu em Pernambuco, se alastrando para outras províncias do Nordeste do Brasil. Representou a principal reação contra a tendência absolutista e a política centralizadora do governo do imperador D. Pedro I (1822-1831), esboçada na Carta Outorgada de 1824, a primeira Constituição do país.

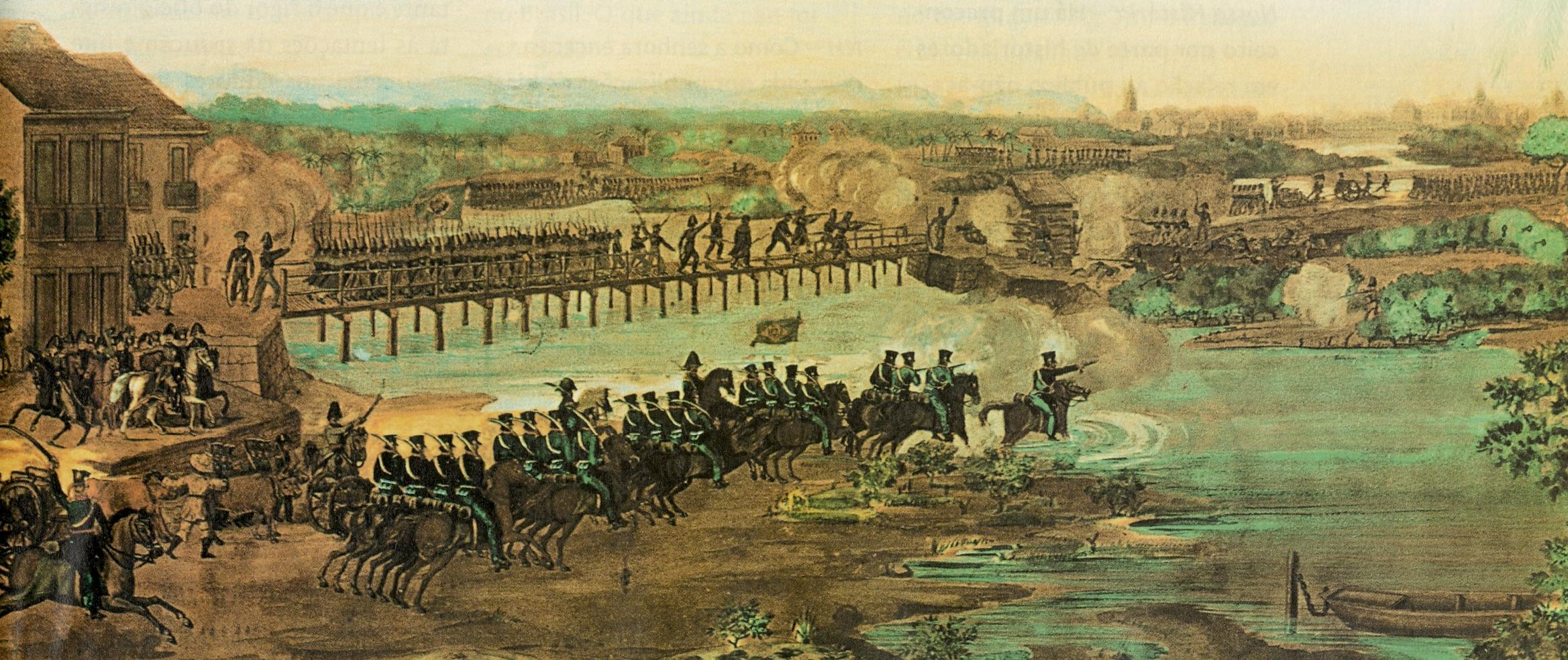
Exército Imperial do Brasil ataca as forças confederadas no Recife, província de Pernambuco, 1824, no contexto da Confederação do Equador.

Dom Pedro I, mesmo após a Independência do Brasil, permanecia atrelado aos interesses da Coroa Portuguesa, e mostrava-se simpático a uma proposta, feita pelo seu pai Dom João VI, de recriar o Reino Unido com base em fórmula que concederia ao Brasil uma ampla autonomia, porque assim preservaria seus direitos ao trono português. A fórmula, contudo, era vista por muitos pernambucanos como uma tentativa de recolonização. Além disso, a província de Pernambuco se ressentia ao pagar elevadas taxas para o Império, que as justificava como necessárias para levar adiante as guerras provinciais pós-independência (algumas províncias resistiam à separação de Portugal). Pernambuco esperava que a primeira Constituição do Império seria do tipo federalista, e daria autonomia para as províncias resolverem suas questões.
A repressão ao movimento foi severa. O imperador pediu empréstimos à Inglaterra e contratou tropas no exterior, que seguiram para o Recife sob o comando de Thomas Cochrane. Os rebeldes foram subjugados, e vários líderes da revolta, como Frei Caneca, foram enforcados ou fuzilados. Também em retaliação, Dom Pedro I desligou do território pernambucano, através de decreto de 7 de julho de 1824, a extensa Comarca do Rio de São Francisco (atual Oeste Baiano), passando-a, inicialmente, para Minas Gerais e, depois, para a Bahia. Esta foi a última porção de terra desmembrada de Pernambuco, impondo à província uma grande redução da extensão territorial, de 250 mil km² para 98 mil km².

### Revolução Praieira
A Revolução Praieira, também denominada "Insurreição Praieira", "Revolta Praieira" ou simplesmente "Praieira", foi um movimento de caráter liberal e separatista que eclodiu, durante o Segundo Reinado, na província de Pernambuco, entre 1848 e 1850. A última das revoltas provinciais está ligada às lutas político-partidárias que marcaram o Período Regencial e o início do Segundo Reinado. Sua derrota representou uma demonstração de força do governo de Dom Pedro II (1840-1889).
A monarquia brasileira era duramente contestada pelas novas ideias liberais da época. Para além do descontentamento com o governo imperial, grande parte da população pernambucana mostrava-se insatisfeita com a concentração fundiária e do poder político na província, a mais importante do Nordeste. Foi nesse contexto que surgiu o Partido da Praia, criado para opor-se ao Partido Liberal e ao Partido Conservador, ambos dominados por duas famílias poderosas que viviam fazendo acordos políticos entre si. Houve uma série de disputas pelo poder, até que, em 7 de novembro de 1848, iniciou-se a luta armada. Em Olinda, os líderes praieiros lançaram o “Manifesto ao Mundo”, e passaram a lutar contra as tropas do governo imperial, que interveio e pôs fim à maior insurreição ocorrida no Segundo Reinado.

## Região Sul

Bandeira da República Juliana.

Ideias separatistas estão presentes em toda a história da Região Sul, ao ponto de que a questão deixou de ser somente política e passou a ser também cultural. No estado do Rio Grande do Sul e em muitos municípios de Santa Catarina comemora-se oficialmente a Revolução Farroupilha. Durante a semana do dia 20 de setembro, aniversário da revolução, os diversos Centros de Tradições Gaúchas espalhados por todo o Sul festejam a data lembrando os méritos desta revolta separatista. Na própria bandeira do Rio Grande do Sul ainda consta a inscrição "República Rio-Grandense" sob os moldes da bandeira criada para o novo país. Em Santa Catarina, a revolucionária Anita Garibaldi é considerada heroína do estado e não faltam estátuas, ruas e praças em homenagem a ela. Festeja-se todo ano na cidade de Laguna-SC a encenação da Tomada de Laguna, evento que declarou a República Juliana durante a Revolução Farroupilha.

### Guerra do Contestado

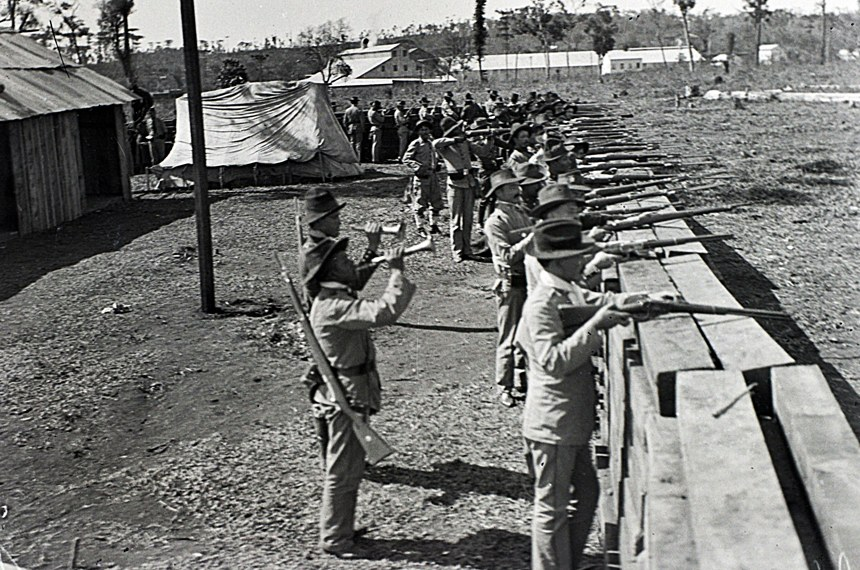

Também durante a Guerra do Contestado, que aconteceu na Região do Contestado, entre o Paraná e Santa Catarina, chegou a ser declarada uma "monarquia celeste" pelos insurgentes.

### Guerra dos Farrapos

Bandeira da República Rio-Grandense.

Guerra dos Farrapos ou Revolução Farroupilha são os nomes pelos quais ficou conhecida a revolução ou guerra regional, de caráter republicano, contra o governo imperial do Brasil, na então província de São Pedro do Rio Grande do Sul, e que resultou na declaração de independência da província como estado republicano, dando origem à República Rio-Grandense. Estendeu-se de 20 de setembro de 1835 a 1º de março de 1845.

## Minas Gerais

### Inconfidência Mineira
A Inconfidência Mineira, também referida como Conjuração Mineira, foi uma tentativa de revolta de natureza separatista ocorrida na então capitania de Minas Gerais, no Estado do Brasil, contra, entre outros motivos, a execução da derrama e o domínio português. Foi abortada pela Coroa portuguesa em 1789.

## Bahia

### Conjuração Baiana
A Conjuração baiana, também denominada como Revolta dos Alfaiates (uma vez que seus líderes exerciam este ofício) e recentemente também chamada de Revolta dos Búzios, foi um movimento de caráter emancipacionista, ocorrido no ocaso do século XVIII, na então Capitania da Bahia, no Estado do Brasil.

### Federação do Guanais
A Federação do Guanais (também chamada Revolta do Guanais ou Revolução Federalista) foi uma revolução nativista ocorrida na Bahia, no ano de 1832, nas vilas de São Félix e Cachoeira, com pequena recidiva em 1833, constituindo-se um dos germes que provocaram a revolta maior de 1837, conhecida por Sabinada.

### Revolta dos Malês
A chamada Revolta dos Malês registrou-se na noite de 24 para 25 de janeiro de 1835 na cidade de Salvador, capital da então Província da Bahia, no Brasil. Entretanto, cabe ressaltar que há dúvidas acerca do caráter separatista da revolução, que é vista por muitos historiadores como um movimento em busca de melhorias sociais e o fim da escravidão.

### Sabinada
A Sabinada foi uma revolta autonomista que ocorreu entre 6 de novembro de 1837 e 16 de março de 1838, na então Província da Bahia, na época do Brasil Império.

## Rio de Janeiro

### Conjuração Fluminense
A chamada Conjuração Fluminense foi o nome pelo qual ficou conhecida a repressão a uma associação de intelectuais que se reuniam, no Rio de Janeiro, em torno de uma sociedade literária, no fim do século XVIII. Esta repressão ocorreu em 1794 na Sociedade Literária do Rio de Janeiro.

## Movimentos separatistas contemporâneos

### Movimentos ativos
Amazônia
- Estado proposto:  República dos Povos da Amazônia (corresponde ao Acre, Amapá, Amazonas, Pará, Rondônia e Roraima)

- Grupo de pressão: Movimento Amazônia Independente (MAI)[37]

 Nordeste
- Estado proposto:  Estados Confederados do Equador (corresponde a Alagoas, Bahia, Ceará, Maranhão, Paraíba, Pernambuco, Piauí, Rio Grande do Norte e Sergipe)

- Grupo de pressão: Nordeste Independente (NEI)[37].Nordeste Oriental
- Estado proposto: União Nova Lusitânia (corresponde ao Ceará, Pernambuco, Paraíba e Rio Grande do Norte)

 São Paulo
- Estado proposto:  República de São Paulo

- Grupo de pressão: Movimento República de São Paulo (MRSP)[38][39], Movimento São Paulo Independente (MSPI)[40]

 Sul
- Estado proposto:  Independência ou confederação entre o Paraná, Rio Grande do Sul e Santa Catarina.
- Grupo de pressão: O Sul é o Meu País

### Movimentos inativos
- Aliança Nacional: Organização política de movimentos separatistas no Brasil, criada pelo paulista Flavio Cimonari Rebello, em 2016. Foi formado para ser embrião de um partido político e reformar a Constituição em seu artigo primeiro que estabelece a união indissolúvel da Federação brasileira. Formou-se, além dos movimentos já citados acima, dos abaixo:[41]
  -  Espírito Santo é o Meu País[41]
  -  Grupo do Estudo e Avaliação Pernambuco Independente (GEAPI)[41]
  -  O Rio é o Meu País[41]
  -  Roraima é o Meu País[41]
  -  São Paulo Livre[41]
- Grupo de Estudos para o Nordeste Independente (GESNI): Criado em 1992 no Recife por Jacques Ribemboim, defende a autonomia da Região Nordeste do Brasil. Em 2002, cessou as suas atividades e deu lugar ao Nordeste Independente (NEI).[42]
- Movimento pela Independência do Pampa (MIP): Criado em 1990 por Irton Marx, defende a separação do estado do Rio Grande do Sul.
- Movimento São Paulo para os Paulistas: Criado em 2010, luta pelo direito do paulista defender seus valores culturais, e contra as diversas formas de ofensas praticadas contra o povo paulista.[43]